# Бородинск (Томская область)
Бороди́нск — село в Бакчарском районе Томской области, Россия. Входит в состав Плотниковского сельского поселения.
Население — ↘21 (2021).

## География
Село вдоль сильно извивающейся реки Икса между впадающими в неё реками Берёзовка и Меркульевка на востоке Бакчарского района, недалеко от административной границы с Шегарским районом. Расстояние до центра поселения — 25 км.

## Население
| 2002 | 2010 | 2012 | 2013 | 2014 | 2015 | 2021 |
| ---- | ---- | ---- | ---- | ---- | ---- | ---- |
| 134  | ↘75  | ↘73  | ↘72  | ↘67  | ↗69  | ↘21  |

## Местное самоуправление
Глава поселения — Иван Семёнович Грибов.

## Социальная сфера и экономика
Ближайшие школа, фельдшерско-акушерский пункт и сельская библиотека находятся в Плотникове.
Действуют несколько частных предпринимателей, работающих в сфере сельского хозяйства и розничной торговли.